# أندريك أليسوب
أندريك أليسوب (بالفرنسية: Andrique Allisop) (مواليد 2 يونيو 1993) هو ملاكم سيشلي، مثّل بلاده في الألعاب الأولمبية الصيفية 2012.

## روابط خارجية
أندريك أليسوب على موقع أوليمبيديا (الإنجليزية)
- أندريك أليسوب على موقع اتحاد ألعاب الكومنولث (مؤرشف) (الإنجليزية)